# Lennoaceae
Lennoaceae é uma família de plantas dicotiledóneas No sistema de Cronquist (1981) ela compreende 5 espécies repartidas por três géneros.
São plantas herbáceas sem clorofila, com folhas reduzidas aa escamas, parasitas, das regiões temperadas a subtropicais. Encontra-se no Sudoeste dos Estados Unidos da América, no México e na Colômbia.
O sistema APG II (2003) incorpora estas plantas, como a subfamília Lennooideae, na família Boraginaceae.